# Comitatul Christian, Missouri
Comitatul Christian (în engleză Christian County) este un comitat din statul Missouri, Statele Unite ale Americii.
Conform recensământului din 2010 avea o populație de 77.422 de locuitori. Reședința comitatului este orașul Ozark.

## Geografie

### Comitate adiacente
- Greene County (nord)
- Webster County (nord-est)
- Douglas County (est)
- Taney County (sud)
- Stone County (sud-vest)
- Lawrence County (vest)

### Autostrăzi majore
- U.S. Route 60
- U.S. Route 65
- U.S. Route 160
- Route 13
- Route 14
- Route 125

## Comunități
- Billings
- Boaz
- Bruner
- Chadwick
- Chestnutridge
- Clever
- Elkhead
- Fremont Hills
- Garrison
- Highlandville
- Keltner
- Linden
- Nixa
- Oldfield
- Ozark (county seat)
- Republic (mostly in Greene County)
- Saddlebrooke
- Sparta
- Spokane
- Springfield (mostly in Greene County)